# Torbjörn Nilsson
Torbjörn Nilsson (n. 9 iulie 1954) este un fost fotbalist și antrenor suedez. Este considerat unul dintre cei mai buni fotbaliști din istoria Suediei, acesta câștigând două campionate naționale și Cupa UEFA cu IFK Göteborg.